# Ојтинген им Гој
Ојтинген им Гој (њем. Eutingen im Gäu) општина је у њемачкој савезној држави Баден-Виртемберг. Једно је од 16 општинских средишта округа Фројденштат. Према процјени из 2010. у општини је живјело 5.398 становника. Посједује регионалну шифру (AGS) 8237027.

## Географски и демографски подаци
Ојтинген им Гој се налази у савезној држави Баден-Виртемберг у округу Фројденштат. Општина се налази на надморској висини од 429-511 метара. Површина општине износи 32,8 km². У самом мјесту је, према процјени из 2010. године, живјело 5.398 становника. Просјечна густина становништва износи 164 становника/km².